# ورینورم
ورینورم (به لاتین: Varinurme) یک روستا در استونی است که در دهستان سوندا واقع شده‌است.